# Generator Lehmera
Generator Lehmera (nazwany ze względu na Derricka Henry’ego Lehmera), czasami nazywany jest generatorem liczb losowych Parka-Millera (ze względu na Stephena K. Parka and Keitha W. Millera), jest rodzajem Liniowego generatora kongruentnego (LCG), który działa na multiplikatywnej grupie modulo n. Ogólnym wzorem jest:
{\displaystyle X_{k+1}=g\cdot X_{k}\mod n,}
gdzie:
wartość {\displaystyle n} – liczba pierwsza lub potęga liczby pierwszej,
mnożnik {\displaystyle g} – element mający wysoki rząd modulo {\displaystyle n} (na przykład pierwiastek pierwotny),
ziarno {\displaystyle X_{0}} – liczba względnie pierwsza z {\displaystyle n.}

## Parametry w powszechnym użyciu
W 1988 roku Park i Miller zasugerowali generator Lehmera z parametrami {\displaystyle n=2^{31}-1=2\ 147\ 483\ 647} (a liczba Mersenne’a {\displaystyle M_{31}}) i {\displaystyle g=7^{5}=16\ 807} (pierwiastek pierwotny modulo {\displaystyle M_{31}}) obecnie znany jako MINSTD. Chociaż MINSTD był później krytykowany przez Marsaglię and Sullivana (1993), pozostał w użyciu do dzisiaj (w szczególności w CarbonLib i minstd_rand0 z C++11). Park, Miller i Stockmeyer odpowiedzieli na krytykę (1993):

Ze względu na dynamiczną naturę dziedziny jest trudne dla niespecjalistów powziąć decyzję, jakiego generatora użyć. „Daj mi cokolwiek, co mogę zrozumieć, zaimplementować i zaportować... nie musi być innowacyjne, wystarczy że upewni mnie że jest dość dobre i wydajne”. Nasz artykuł i powiązany z nim generator minimalnego standardu był próbą odpowiedzi na to żądanie. Pięć lat później nie widzimy w naszej odpowiedzi potrzeby zmiany innej niż zasugerować użycie mnożnika a = 48271 zamiast 16807.

Zmieniona stała jest użyta w generatorze liczb pseudolosowych minstd_rand z C++11.
W Sinclair ZX-81 i jego następcach użyto generator Lehmera z parametrami {\displaystyle n=2^{16}+1=65\ 537} (a liczba Fermata {\displaystyle F_{4}}) i {\displaystyle g=75} (pierwiastek pierwotny modulo {\displaystyle F_{4}}).
Generator użyty w komputerze CRAY o nazwie RANF jest generatorem Lehmera z {\displaystyle n=2^{48}-1} i {\displaystyle g=44\ 485\ 709\ 377\ 909}. The GNU Scientific Library zawiera kilka generatorów liczb losowych postaci Lehmera, włączając MINSTD, RANF oraz niesławny generator IBM-u RANDU.

## Stosunek do LCG
Choć generator Lehmera może być postrzegany jako szczególny przypadek liniowego generatora kongruencyjnego (LCG) z {\displaystyle c=0,} jest to specjalny przypadek, który pociąga za sobą pewne ograniczenia i właściwości. W szczególności dla generatora Lehmera ziarno inicjujące {\displaystyle X_{0}} musi być względnie pierwsze do {\displaystyle n,} co nie jest wymagane dla LCG w ogólności. Wybór liczby modulo {\displaystyle n} i mnożnika {\displaystyle g} jest także bardziej restrykcyjny dla generatora Lehmera. W przeciwieństwie do LCG, maksymalny okres generatora Lehmera jest równy {\displaystyle n-1} i jest taki kiedy {\displaystyle n} jest liczbą pierwszą i {\displaystyle g} jest pierwiastkiem pierwotnym modulo {\displaystyle n.}
Inaczej mówiąc, Logarytmy dyskretne (o podstawie {\displaystyle g} lub jakimś innym pierwiastku pierwotnym modulo {\displaystyle n}) z {\displaystyle X_{k}} w {\displaystyle \mathbb {Z} _{n}} reprezentują liniową kongruencyjną sekwencję modulo tocjent Eulera {\displaystyle \varphi (n).}

## Przykład kodu w C99
Używając kodu C, generator Lehmera może być zapisany następująco:
```
#define M 2147483647 
/* 2^31 - 1 (Duża liczba pierwsza) */

#define A 16807      
/* Pierwiastek pierwotny M, przechodzi testy statystyczne i wytwarza pełny cykl */

#define Q 127773 
/* M / A (By uniknąć nadmiaru dla A * seed) */

#define R 2836   
/* M % A (By uniknąć nadmiaru dla A * seed) */

uint32_t
 
lcg_parkmiller
(
uint32_t
 
seed
)

{

    
uint32_t
 
hi
 
=
 
seed
 
/
 
Q
;

    
uint32_t
 
lo
 
=
 
seed
 
%
 
Q
;

    
int32_t
 
test
 
=
 
A
 
*
 
lo
 
-
 
R
 
*
 
hi
;

    
if
 
(
test
 
<=
 
0
)

        
test
 
+=
 
M
;

    
return
 
test
;

}

```

Liczba wyjściowa tej funkcji może być z powrotem wkładana jako wejście do generowania liczb pseudolosowych, tak długo jak wołający uważa, by nie zaczynać od zera. Jeśli iloczyn dwóch 32-bitowych liczb spowoduje nadmiar (poniższy przykład), niezbędna jest zmiana typu na uint64_t.
Inna popularna para generatorów Lehmera używa liczb pierwszych modulo 232-5:
```
uint32_t
 
lcg_rand
(
uint32_t
 
a
)

{

    
return
 
((
uint64_t
)
a
 
*
 
279470273UL
)
 
%
 
4294967291UL
;

}

```

Wiele innych generatorów Lehmera i liczb pierwszych ma dobre własności. Następujący 128-bitowy generator Lehmera wymaga 128-bitowego wspomagania przez kompilator i używa mnożnika obliczonego przez L’Ecuyera. Ma on cykl {\displaystyle 2^{126}{:}}
```
/* Stan musi być zainicjowany przez dwie 64-bitowe wartości, z których s[0] MUSI być nieparzysta. */

static
 
union
 
{

        
__int128
 
x
;

        
uint64_t
 
s
[
2
];

}
 
state
;

uint64_t
 
next
(
void
)
 
{

        
state
.
x
 
*=
 
((
__int128
)
0x12e15e35b500f16e
 
<<
 
64
 
|
 
0x2e714eb2b37916a5
);

        
return
 
state
.
s
[
1
];

}

```

Generator wylicza nieparzystą 128-bitową wartość i zwraca jej wyższe 64 bitów. Zauważmy, że Note that the role s[0] i s[1] muszą być zamienione w architekturze big-endian.
Ten generator przechodzi przekonujące statystyczne testy takie jak BigCrush z TestU01 i PractRand.
- Lehmer, D.H. Mathematical methods in large-scale computing units. „Proceedings of a Second Symposium on Large-Scale Digital Calculating Machinery”, s. 141–146, 1949. Mathematical Reviews 0044899. (journal version: Annals of the Computation Laboratory of Harvard University, Vol. 26 (1951)).
- Martin Greenberger. Notes on a New Pseudo-Random Number Generator. „Journal of the ACM”. 8 (2), s. 163–167, 1961. DOI: 10.1145/321062.321065.
- Steve Park, Random Number Generators
- Park-Miller-Carta Pseudo-Random Number Generator